# Paris-Roubaix 1904
Paris-Roubaix din 1904 a fost a noua ediție a Paris-Roubaix, o cursă clasică de ciclism de o zi din Franța. Evenimentul a avut loc pe 3 aprilie 1904 și s-a desfășurat pe o distanță de 268 de kilometri de la Paris până la velodromul din Roubaix. Câștigătorul a fost Hippolyte Aucouturier din Franța.

## Rezultate
| Loc | Ciclist                     | Timp       |
| --- | --------------------------- | ---------- |
| 1   | Hippolyte Aucouturier (FRA) | 8h 14' 30" |
| 2   | César Garin (ITA)           | +00' 00"   |
| 3   | Lucien Pothier (FRA)        | +2' 50"    |
| 4   | Édouard Wattelier (FRA)     | +12' 50"   |
| 5   | Léon Georget (FRA)          | +12' 50"   |
| 6   | Alois Catteau (BEL)         | +15' 40"   |
| 7   | Eugène Christophe (FRA)     | +17' 30"   |
| 8   | Paul Trippier (FRA)         | +23' 30"   |
| 9   | Emile Pagie (FRA)           | +27' 30"   |
| 10  | Julien Lootens (BEL)        | +27' 30"   |